# Runham
Runham – wieś w Anglii, w Norfolk. W 1931 wieś liczyła 308 mieszkańców. Runham jest wspomniana w Domesday Book (1086) jako Romham/Ronham.